# Virey
Pour les articles homonymes, voir Virey (homonymie).
Virey est une ancienne commune française du département de la Manche et de la région Normandie, devenue le 1er janvier 2016 une commune déléguée au sein de la commune nouvelle de Saint-Hilaire-du-Harcouët.
Elle est peuplée de 970 habitants.

## Géographie

### Localisation
- Virey est à 3 km au nord-ouest de Saint-Hilaire-du-Harcouët.

### Hydrographie
- La Sélune borde le sud de son territoire.

## Toponymie
Le nom de la localité est attesté sous les formes de Vireio en 1082, de Virie en 1158, Viré en 1793 et Virey en 1801.

## Histoire
En 1134, Ranulphe de Virey, instaura au Plessis, sur les bords de la Sélune, un prieuré qui périclita dès 1162.
En 1135, une charte du cartulaire de l'abbaye de Savigny mentionne que Richard, évêque d'Avranches, donna Virey à cette abbaye.
Sous l'Ancien Régime, la paroisse de Virey faisait partie de l'archidiaconé de Mortain.

## Politique et administration

### Liste des maires
| Période   | Période       | Identité            | Étiquette | Qualité          |
| --------- | ------------- | ------------------- | --------- | ---------------- |
| 1793      | 1796          | Gabriel Dechérencey |           |                  |
| 1796      | 1806          | Michel Delaporte    |           |                  |
| 1806      | 1821          | Louis Delaporte     |           |                  |
| 1821      | 1848          | François Delaporte  |           |                  |
| 1848      | 1852          | Louis Dupont        |           |                  |
| 1852      | 1862          | Louis Lecouvreur    |           |                  |
| 1862      | 1876          | Victor Dupont       |           |                  |
| 1876      | 1888          | Léon Le Forestier   |           |                  |
| 1888      | 1892          | Julien Pays         |           |                  |
| 1892      | 1900          | Louis Heslouin      |           |                  |
| 1900      | 1908          | Victor Cheval       |           |                  |
| 1908      | 1912          | Julien Bindet       |           |                  |
| 1912      | 1935          | Victor Vadaine      |           |                  |
| 1935      | 1945          | Victor Mouesseron   |           |                  |
| 1945      | 1965          | Victor Besnier      |           |                  |
| 1965      | 1977          | François Normand    |           |                  |
| 1977      | 1995          | André Rousseau      |           |                  |
| 1997      | 2000          | Jean Lefrançois     | SE        |                  |
| 2000      | mars 2008     | Guy Bazin           | SE        | Artisan ébéniste |
| mars 2008 | décembre 2015 | Daniel Pautret      | SE        |                  |

## Population et société

### Démographie
L'évolution du nombre d'habitants est connue à travers les recensements de la population effectués dans la commune depuis 1793. À partir du 1er janvier 2009, les populations légales des communes sont publiées annuellement dans le cadre d'un recensement qui repose désormais sur une collecte d'information annuelle, concernant successivement tous les territoires communaux au cours d'une période de cinq ans. 
Pour les communes de moins de 10 000 habitants, une enquête de recensement portant sur toute la population est réalisée tous les cinq ans, les populations légales des années intermédiaires étant quant à elles estimées par interpolation ou extrapolation. Pour la commune, le premier recensement exhaustif entrant dans le cadre du nouveau dispositif a été réalisé en 2004,.
En 2021, la commune comptait 970 habitants, en évolution de −8,23 % par rapport à 2015 (Manche : +0,44 %, France hors Mayotte : +2,49 %).
| 1793  | 1800  | 1806  | 1821  | 1831  | 1836  | 1841  | 1846  | 1851  |
| ----- | ----- | ----- | ----- | ----- | ----- | ----- | ----- | ----- |
| 1 500 | 1 556 | 1 618 | 1 482 | 1 485 | 1 484 | 1 465 | 1 470 | 1 466 |

| 1856  | 1861  | 1866  | 1872  | 1876  | 1881  | 1886  | 1891  | 1896  |
| ----- | ----- | ----- | ----- | ----- | ----- | ----- | ----- | ----- |
| 1 420 | 1 374 | 1 340 | 1 294 | 1 264 | 1 267 | 1 259 | 1 229 | 1 149 |

| 1901  | 1906  | 1911  | 1921  | 1926  | 1931  | 1936  | 1946 | 1954 |
| ----- | ----- | ----- | ----- | ----- | ----- | ----- | ---- | ---- |
| 1 145 | 1 185 | 1 152 | 1 004 | 1 048 | 1 026 | 1 017 | 979  | 955  |

| 1962 | 1968 | 1975 | 1982 | 1990 | 1999 | 2004 | 2009  | 2014  |
| ---- | ---- | ---- | ---- | ---- | ---- | ---- | ----- | ----- |
| 910  | 921  | 901  | 836  | 821  | 898  | 943  | 1 032 | 1 059 |

| 2018  | - | - | - | - | - | - | - | - |
| ----- | - | - | - | - | - | - | - | - |
| 1 009 | - | - | - | - | - | - | - | - |

## Culture locale et patrimoine

### Lieux et monuments
- Église Saint-Gervais-et-Saint-Protais des XIIe, XVIe – XVIIIe siècles avec une tour coiffée en bâtière, surmontée d'un clocheton. Elle abrite un maître-autel du XVIIIe, un bénitier et des fonts baptismaux du XVIe, une verrière du XIXe de Lobin[6].

L'édifice fut saccagé à la Révolution et transformée en grenier à foin. La tour servit de poste de guet aux Républicains.
- Croix de cimetière du XVIIe siècle.
- Croix de chemin dont celle de Jeanne vers les Biards.
- Château des Champs ou du Colombier du XIXe siècle, propriété de la famille du Plessis de Grenédan[Quand ?]. La demeure fut bâti à l'emplacement d'un ancien manoir par la Famille Le Forestier.
- Manoir et chapelle du Logis du XIXe siècle.
- Ancien moulin et pont de la République.

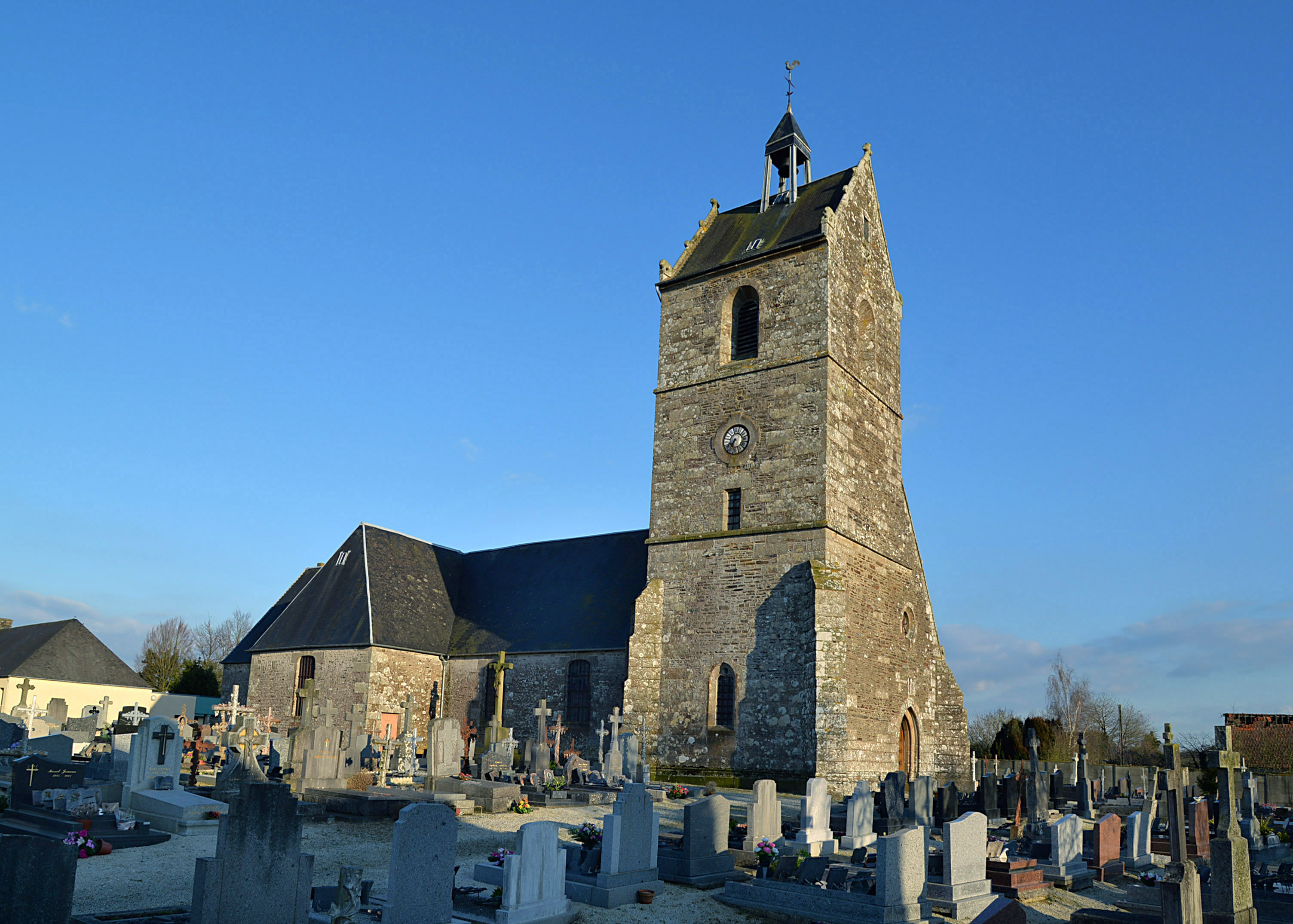
L’église Saint-Gervais-et-Saint-Protais.
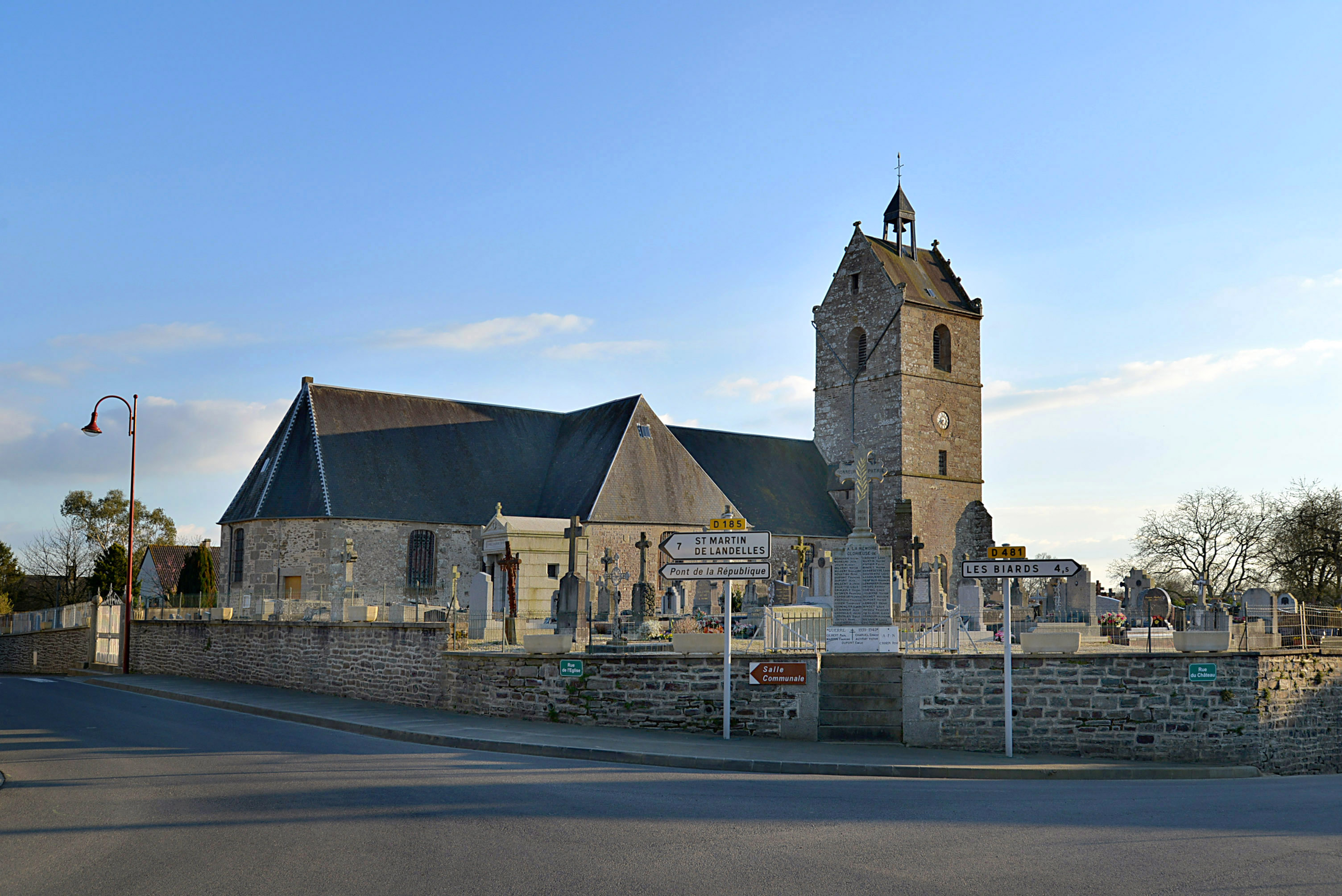
L’église Saint-Gervais-et-Saint-Protais et le monument aux morts.
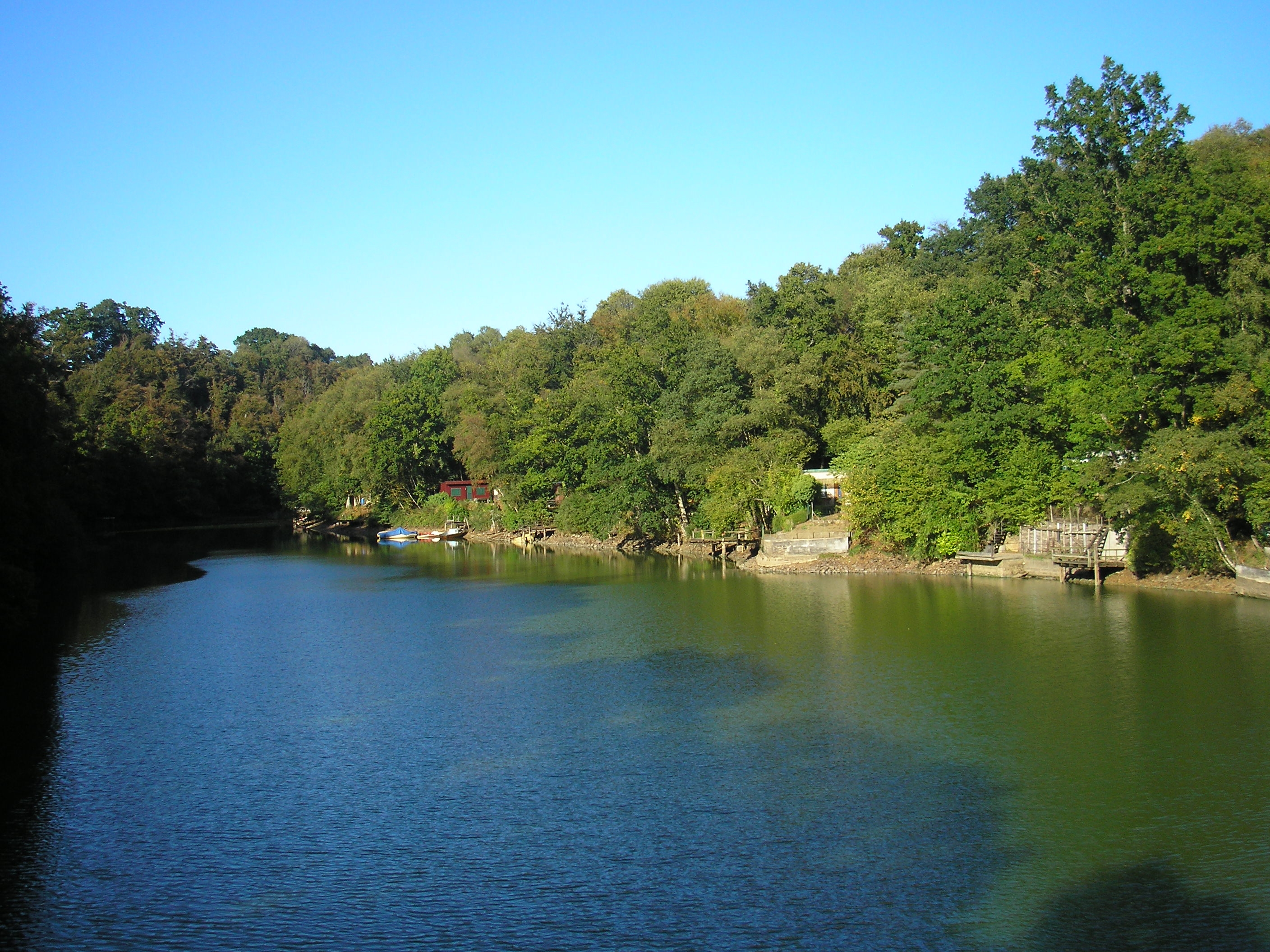
Le lac de Vezins au pont des Biards.